# 布尔歇湖
布尔歇湖（法語：Lac du Bourget，法語發音：[lak dy buʁʒɛ]）是位于法国萨瓦省汝拉山最南端的一个湖泊。 
布尔歇湖畔最大的城镇是艾克斯莱班。萨瓦省省会尚贝里位于其南面约10公里处。该湖主要水源为莱斯河（Leysse），湖水经萨维耶尔运河（Canal de Savières）流入罗讷河。布尔歇湖已列入拉姆萨尔湿地。已灭绝的貝佐拉白鮭仅发现于该湖。 